# کنترل حرارتی فضاپیما

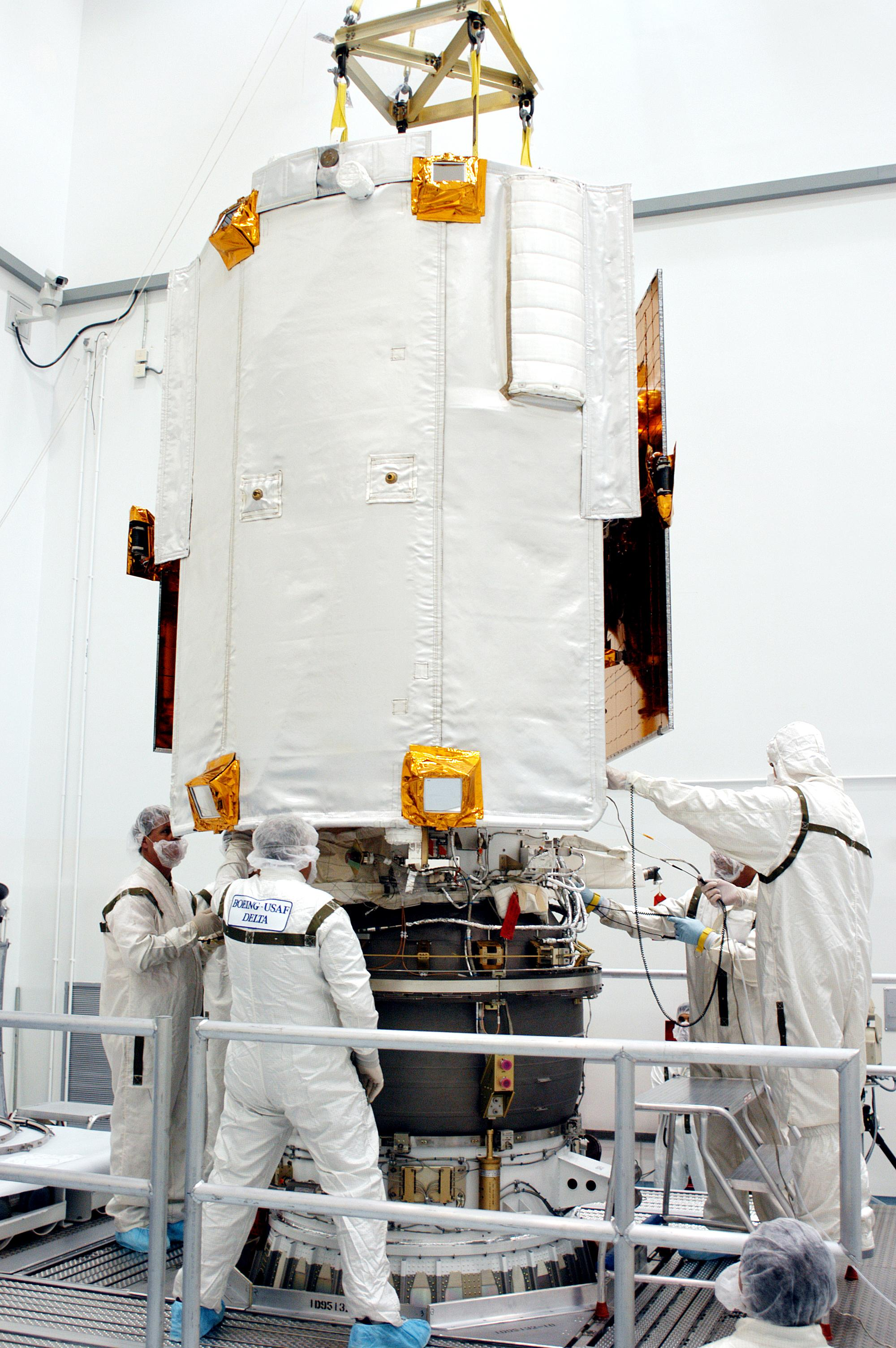
آفتابگیر MESSENGER، مدارگرد سیاره عطارد

در طراحی فضاپیما، وظیفه سیستم کنترل حرارتی (TCS) این است که تمام سیستم اجزای فضاپیما را در طول تمام مراحل مأموریت در بازه دمایی قابل قبولی نگه دارد. این فضاپیما باید با محیط بیرون سازگار شود که می‌تواند در طیف وسیعی متفاوت باشد زیرا فضاپیما در اعماق فضا در معرض شار خورشیدی یا سیاره‌ای قرار می‌گیرد و گرمای داخلی تولیدشده توسط خود فضاپیما به فضا ساطع شود.
کنترل‌حرارتی برای عملکرد بهینه و موفقیت در مأموریت ضروری است زیرا اگر یک قطعه درمعرض دماهای‌خیلی‌بالا یا خیلی‌پایین قرار گیرد، ممکن است آسیب ببیند یا عملکرد آن به شدت تحت تأثیر قرار گیرد. کنترل حرارتی همچنین برای پایدار نگه داشتن اجزای خاص (مانند سنسورهای‌نوری، ساعت‌های‌اتمی و…) در شرایط دمایی معین ضروری است تا اطمینان حاصل شود که آنها تا حد امکان کارآمد هستند.

## سیستم‌های فعال یا غیرفعال
سیستم‌کنترل‌حرارتی می‌تواند از هر دو قسمت فعال و غیرفعال تشکیل شده‌باشد و به دو روش کار کند:
- از تجهیزات در برابر گرمای بیش از حد محافظت می‌کند، چه با استفاده از عایق حرارتی در برابر شارهای‌حرارتی‌خارجی (مانند خورشید یا شارمادون‌قرمز سیاره‌ای و شارآلبیدو)، یا با حذف مناسب گرما از منابع داخلی (مانند گرمای ساطع شده توسط تجهیزات الکترونیکی داخلی).
- از تجهیزات در برابر دماهای‌بسیار پایین، با عایق‌حرارتی از سینک‌های خارجی، با افزایش جذب حرارت از منابع خارجی، یا با انتشار گرما از منابع داخلی محافظت می‌کند.

‎سیستم کنترل حرارتی غیرفعال (PTCS) عبارت است از:
- عایق چند لایه (MLI) که از فضاپیما در برابر گرمای بیش از حد خورشیدی یا سیاره‌ای و همچنین از خنک شدن بیش از حد در هنگام قرار گرفتن در اعماق فضا محافظت می‌کند.
- پوشش‌هایی که خواص حرارتی اپتیکی سطوح خارجی را تغییر می‌دهند.
- پرکننده‌های حرارتی برای بهبود کوپلینگ حرارتی در رابط‌های انتخاب شده (به عنوان مثال، در مسیر حرارتی بین یک واحد الکترونیکی و رادیاتور آن).
- واشرهای حرارتی برای کاهش کوپلینگ حرارتی در رابط‌های انتخاب شده.
- دوبلورهای حرارتی برای پخش گرمای دفع شده توسط تجهیزات روی سطح رادیاتور.
- آینه‌ها (آینه‌های سطح ثانویه، SSM یا بازتابنده‌های خورشیدی نوری، OSR) برای بهبود قابلیت دفع حرارت رادیاتورهای خارجی و در عین حال کاهش جذب شارهای خورشیدی خارجی.
- واحدهای گرمکن رادیوایزوتوپ (RHU)، که توسط برخی از مأموریت‌های سیاره ای و اکتشافی برای تولید گرما برای اهداف TCS استفاده می‌شود.

سیستم کنترل حرارتی فعال (ATCS) عبارتند از:
- بخاری‌های الکتریکی مقاومتی با کنترل ترموستاتیک برای حفظ دمای تجهیزات بالاتر از حد پایین آن در طول مراحل سرد مأموریت.
- حلقه‌های سیال برای انتقال گرمای ساطع شده از تجهیزات به رادیاتورها. آنها می‌توانند … باشند:
  - حلقه‌های تک فاز که توسط پمپ کنترل می‌شوند.
  - حلقه‌های دو فاز، متشکل از لوله‌های حرارتی (HP)، لوله‌های حرارتی حلقه (LHP) یا حلقه‌های پمپ شده مویرگی (CPL).
- لوورها (که قابلیت دفع حرارت را به عنوان تابعی از دما به فضا تغییر می‌دهند).
- کولرهای ترموالکتریک.

## سیستم‌های کنترل حرارتی
- تعامل با محیط

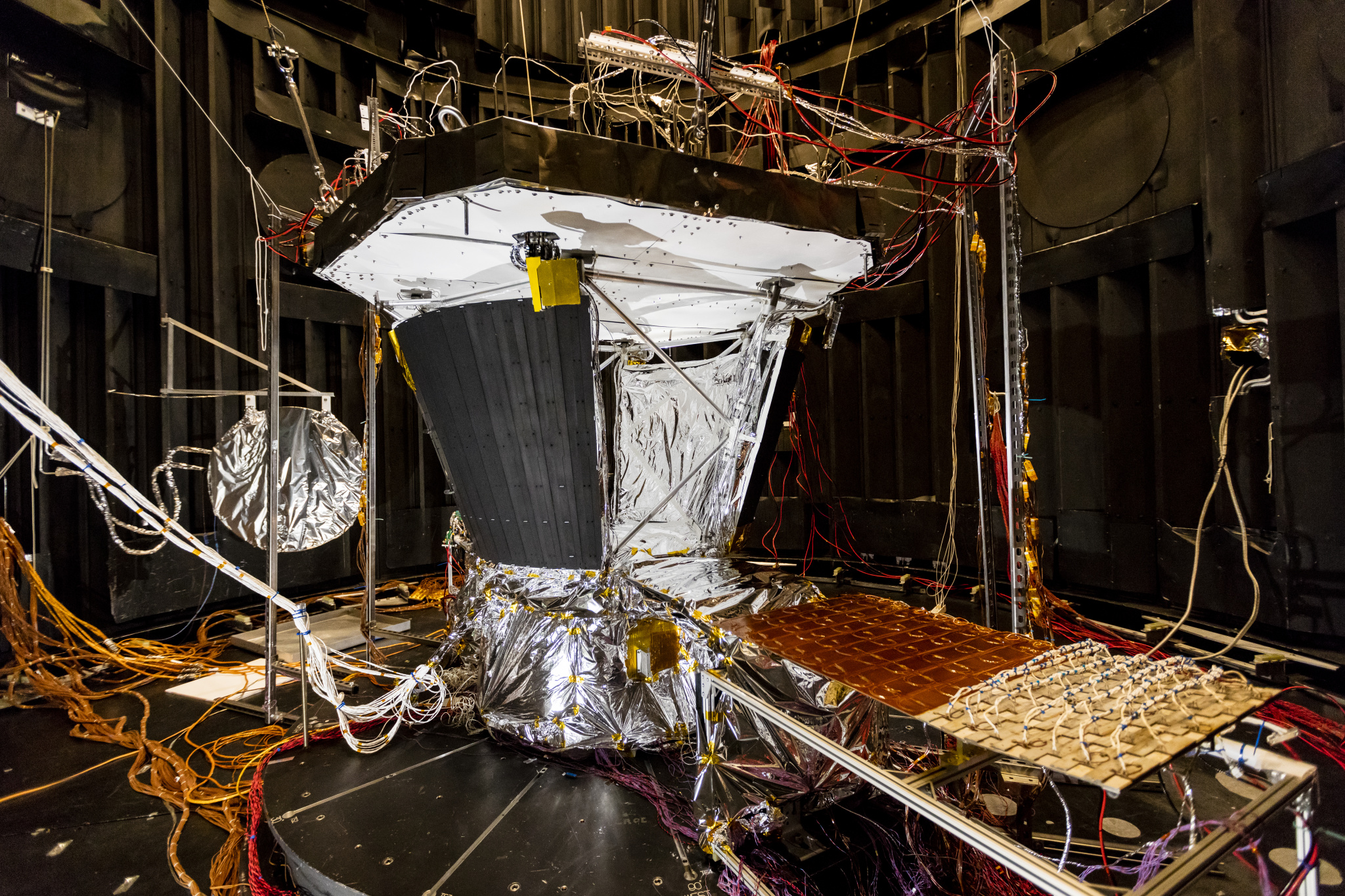
کاوشگر خورشیدی پارکر در آزمایش حرارتی

  - شامل تعامل سطوح خارجی فضاپیما با محیط است. یا سطوح باید از محیط محافظت شوند، یا باید تعامل بهبود یابد. دو هدف اصلی تعامل محیطی کاهش یا افزایش شارهای محیطی جذب شده و کاهش یا افزایش تلفات حرارتی به محیط است.
- جمع‌آوری گرما
  - شامل حذف گرمای دفع شده از تجهیزاتی است که در آن ایجاد شده‌است تا از افزایش ناخواسته دمای فضاپیما جلوگیری شود.
- انتقال حرارت
  - گرما را از جایی که ایجاد می‌شود به دستگاه تابشی می‌برد.
- دفع حرارت
  - گرمای جمع‌آوری شده و منتقل شده باید در دمای مناسب به یک هیت سینک که معمولاً محیط فضای اطراف است، دفع شود. دمای دفع به میزان گرمای درگیر، دمایی که باید کنترل شود و دمای محیطی که دستگاه گرما را به آن تابش می‌کند، بستگی دارد.
- تأمین و ذخیره گرما.
  - برای حفظ سطح دمای مطلوب است که در آن گرما باید تأمین شود و قابلیت ذخیره گرما مناسب باید پیش‌بینی شود.

## محیط
برای یک فضاپیما، محیط اصلی فعل و انفعالات، انرژی حاصل از خورشید و گرمای تابش‌شده به اعماق فضا است. سایر پارامترها نیز بر طراحی سیستم‌کنترل‌حرارتی مانند ارتفاع فضاپیما، مدار، تثبیت وضعیت و شکل فضاپیما تأثیر می‌گذارند. انواع مختلف مدار مانند مدار پایین زمین و مدار زمین ثابت نیز بر طراحی سیستم‌کنترل‌حرارتی تأثیر می‌گذارند.
- مدار پایین زمین (LEO)
  - این مدار اغلب توسط فضاپیماهایی که ویژگی‌های زمین و محیط اطراف آن را نظارت یا اندازه‌گیری می‌کنند و آزمایشگاه‌های‌فضایی بدون سرنشین و باسرنشین، مانند EURECA و ایستگاه فضایی بین‌المللی، استفاده می‌شود. این ناحیه تأثیر زیادی بر نیازهای سیستم کنترل حرارتی دارد، انتشار مادون قرمز زمین و آلبدو نیز نقش بسیار مهمی دارد، همچنین دوره مداری نسبتاً کوتاه کمتر از ۲ ساعت و مدت خسوف طولانی نیزحائز اهمیت است. ابزارهای کوچک یا تجهیزات فرعی در فضاپیما مانند صفحات خورشیدی که اینرسی حرارتی پایینی دارند می‌توانند به‌طور جدی تحت تأثیر این محیط در حال تغییر قرار گیرند و ممکن است به روش‌های طراحی حرارتی بسیار خاصی نیاز داشته باشند.
- مدار زمین ثابت (GEO)
  - در این مدار ۲۴ ساعته، در هنگام نفوذ زمین به جز سایه کسوف، تقریباً ناچیز است، ساعت در اعتدال کسوف‌های طولانی بر طراحی سیستم‌های عایق و گرمایش فضاپیما تأثیر می‌گذارد. تغییرات فصلی در جهت و شدت تابش خورشیدی تأثیر زیادی بر طراحی دارد و انتقال گرما را به دلیل نیاز به انتقال بیشتر گرمای پراکنده به رادیاتور در سایه و سیستم‌های دفع گرما از طریق افزایش رادیاتور پیچیده می‌کند. منطقه مورد نیاز تمام مخابرات و بسیاری از ماهواره‌های هواشناسی تقریباً در این نوع مدار قرار دارد.
- مدارهای بسیار خارج از مرکز (HEO)
  - این مدارها بسته به مأموریت خاص می‌توانند دامنه وسیعی از ارتفاعات داشته باشند. به‌طور کلی، از آنها برای رصدخانه‌های نجوم استفاده می‌شود و طراحی TCS به دوره مداری فضاپیما، تعداد و مدت خسوف‌ها، وضعیت نسبی زمین، خورشید و فضاپیما، نوع ابزار موجود در کشتی و شرایط دمایی فردی آنها بستگی دارد.
- کاوش در اعماق فضا و سیاره
  - یک مسیر بین سیاره ای فضاپیماها را در معرض طیف وسیعی از محیط‌های حرارتی قرار می‌دهد که شدیدتر از محیط‌های اطراف مدارهای زمین است. مأموریت بین سیاره ای بسته به جرم آسمانی، شامل ماموریت‌های مختلف است. به‌طور کلی، ویژگی‌های مشترک طولانی مدت مأموریت و نیاز به مقابله با شرایط گرمایی شدید، مانند سفرهای فضایی نزدیک یا دور از خورشید (از ۱ تا 4-5 AU)، چرخش به دور مدار پایین بسیار سرد یا بسیار گرم، اجرام آسمانی داغ و بقا در محیط‌های غبارآلود و یخی بر روی سطوح اجسام بررسی شده‌است. چالش TCS این است که قابلیت دفع حرارت کافی را در طول فازهای عملیاتی داغ فراهم کند و در عین حال در فازهای غیرفعال سرد از بین نرود. مشکل اصلی اغلب تأمین انرژی مورد نیاز برای سالم ماندن فضاپیما است.

## دمای مورد نیاز
شرایط دمایی مورد نیاز در ابزار و تجهیزات موجود در فضاپیما از عوامل اصلی در طراحی سیستم کنترل حرارتی است. هدف TCS این است که همه ابزارها در محدوده دمای مجاز خود کار کنند. تمام ابزارهای الکترونیکی موجود در فضاپیما مانند دوربین‌ها، دستگاه‌های جمع‌آوری داده‌ها، باتری‌ها و غیره دارای محدوده دمایی ثابتی هستند. نگه داشتن این ابزارها در محدوده دمای بهینه خود برای هر مأموریت اهمیت دارد. چند نمونه از محدودیت دمایی عبارتند از
- باتری‌هایی که محدوده عملکرد بسیار پایینی دارند، معمولاً بین ۵- تا ۲۰ درجه سانتی‌گراد.
- اجزای پیشرانه که به دلایل ایمنی در محدوده ۵ تا ۴۰ درجه سانتیگراد هستند، با این حال محدوده وسیع تری فعالیت دارند.
- دوربین‌هایی که در محدوده دمایی ۳۰- تا ۴۰ درجه سانتیگراد هستند.
- پنل‌های خورشیدی که محدوده دمایی وسیعی از -۱۵۰ تا ۱۰۰ درجه سانتیگراد دارند.
- طیف‌سنج‌های مادون قرمز، که محدوده دمایی از -۴۰ تا ۶۰ درجه سانتی‌گراد دارند.

## فن آوری‌های رایج

### پوشش
پوشش‌ها ساده‌ترین و کم هزینه‌ترین تکنیک‌های TCS هستند. یک پوشش ممکن است رنگ یا ماده شیمیایی پیچیده‌تری باشد که برای کاهش یا افزایش انتقال حرارت روی سطوح فضاپیما اعمال می‌شود. ویژگی‌های نوع پوشش بستگی به قابلیت جذب، انتشار، شفافیت و بازتاب پذیری آنها دارد. عیب اصلی پوشش این است که به دلیل شرایط محیطی به سرعت تخریب می‌شود.

### عایق چند لایه (MLI)
عایق چند لایه (MLI) رایج‌ترین روش کنترل حرارتی غیرمستقیم مورد استفاده در فضاپیما است. MLI هم از تلفات حرارتی به محیط و هم از جذب گرمای بیش از حد محیط جلوگیری می‌کند. اجزای فضاپیما مانند مخازن سوخت، خطوط پیشران، باتری‌ها و سوخت جامد موتورهای موشک برای حفظ دمای ایده‌آل عملیات توسط عایق‌های MLI پوشیده شده‌اند. MLI از یک لایه پوشش بیرونی و یک لایه پوشش داخلی تشکیل شده‌است. پوشش لایه بیرونی باید در برابر نور خورشید کدر باشد، مقدار کمی ذرات آلاینده تولید کند و بتواند در محیط و دمایی که فضاپیما در معرض آن قرار می‌گیرد از بین نرود. برخی از مواد رایج مورد استفاده برای لایه بیرونی، پارچه فایبرگلاس آغشته به تفلون PTFE ، PVF تقویت شده با Nomex چسبانده شده با چسب پلی استر و FEP تفلون هستند. ویژگی اصلی لایه داخلی این است که باید تابش کم داشته باشد. متداول‌ترین ماده مورد استفاده برای این لایه، مایلار آلومینیومی در یک یا هر دو طرف آن است. لایه‌های داخلی معمولاً در مقایسه با لایه‌های بیرونی نازک‌تر هستند تا در وزن صرفه‌جویی کنند و برای کمک به تخلیه هوای محبوس شده در حین پرتاب دارای تخلخل است. پوشش داخلی روی تجهیزات اصلی فضاپیما می‌باشد و برای محافظت از آنها استفاده می‌شود. پوشش‌های داخلی اغلب به منظور جلوگیری از اتصال الکتریکی، از آلومینیوم ساخته نمی‌شوند. برخی از مواد مورد استفاده برای پوشش‌های داخلی توری داکرون و نومکس هستند. مایلار به دلیل خطر اشتعال استفاده نمی‌شود. عایق‌های MLI یک عنصر مهم در سیستم کنترل حرارتی هستند.

### لوورها
لوورها عناصر کنترل حرارتی فعال هستند که در اشکال مختلف مورد استفاده قرار می‌گیرند. معمولاً آنها را روی رادیاتورهای خارجی قرار می‌دهند، لوورها همچنین می‌توانند برای کنترل انتقال‌حرارت بین سطوح داخلی فضاپیما استفاده شوند یا روی منافذ روی دیوارهٔ فضاپیما قرار گیرند. یک لوور بدون نیاز به برق برای کار کردن در حالت کاملاً گسترده می‌تواند شش برابر گرما را در حالت کاملاً بسته خود دفع کند، پرکاربردترین لوور، لوور دو فلزی تیغه‌ای مستطیلی شکل با فنر است که به لوور کور ونیزی نیز معروف است. مجموعه‌های رادیاتور لوور از پنج عنصر اصلی صفحه پایه، تیغه‌ها، محرک‌ها، عناصرحسگر و عناصر ساختاری تشکیل شده‌اند.

### بخاری
هیترها در طراحی کنترل حرارتی برای محافظت از قطعات در شرایط محیطی سرد یا برای جبران گرمایی که دفع نمی‌شود استفاده می‌شود. بخاری‌ها با ترموستات‌ها برای کنترل دقیق دمای یک قطعه خاص استفاده می‌شوند. یکی دیگر از کاربردهای متداول بخاری‌ها گرم کردن قطعات تا حداقل دمای لازم برای شروع عملکرد آنها قبل از روشن شدن قطعات است.
- متداول‌ترین نوع بخاری مورد استفاده در فضاپیما، بخاری پچ است که از یک عنصر مقاومت الکتریکی تشکیل شده‌است که بین دو صفحه از مواد عایق الکتریکی انعطاف‌پذیر مانند کاپتون قرار گرفته‌است. پچ هیتر بسته به اینکه نیاز به افزونگی در آن باشد یا خیر، دارای یک مدار یا چندین مدار است.
- نوع دیگری از بخاری، بخاری کارتریجی، اغلب برای گرم کردن بلوک‌های مواد یا اجزای با دمای بالا مانند پیشرانه‌ها استفاده می‌شود. این بخاری از یک مقاومت سیم پیچی تشکیل شده‌است که در یک محفظه فلزی استوانه‌ای محصور شده‌است. معمولاً یک سوراخ در قطعه ای که قرار است گرم شود ایجاد می‌شود و کارتریج در داخل سوراخ قرار می‌گیرد. بخاری‌های کارتریج معمولاً یک چهارم اینچ یا کمتر قطر و تا چند اینچ طول دارند.
- نوع دیگری از گرمکن مورد استفاده در فضاپیما، واحدهای گرمکن رادیو ایزوتوپی است که به نام RHUs نیز شناخته می‌شود. RHUها برای سفر به سیارات بیرونی نزدیک به مشتری به دلیل تابش بسیار کم خورشیدی استفاده می‌شوند که انرژی تولید شده از صفحات خورشیدی را تا حد زیادی کاهش می‌دهد. این بخاری‌ها به هیچ انرژی الکتریکی از فضاپیما نیاز ندارند و گرمای مستقیم را در جایی که نیاز است تأمین می‌کنند. در مرکز هر RHU یک ماده رادیواکتیو وجود دارد که برای ایجاد گرما تجزیه می‌شود. متداول‌ترین ماده مورد استفاده دی‌اکسید پلوتونیوم است. یک RHU تنها ۴۲ گرم وزن دارد و می‌تواند در یک محفظه استوانه‌ای با ۲۶ میلی‌متر قطر و ۳۲ میلی‌متر طول قرار گیرد. هر واحد نیز ۱ وات گرما در کپسولاسیون تولید می‌کند، با این حال نرخ تولید گرما با زمان کاهش می‌یابد. در مجموع از 117 RHU در مأموریت کاسینی استفاده شده‌است.

### رادیاتورها

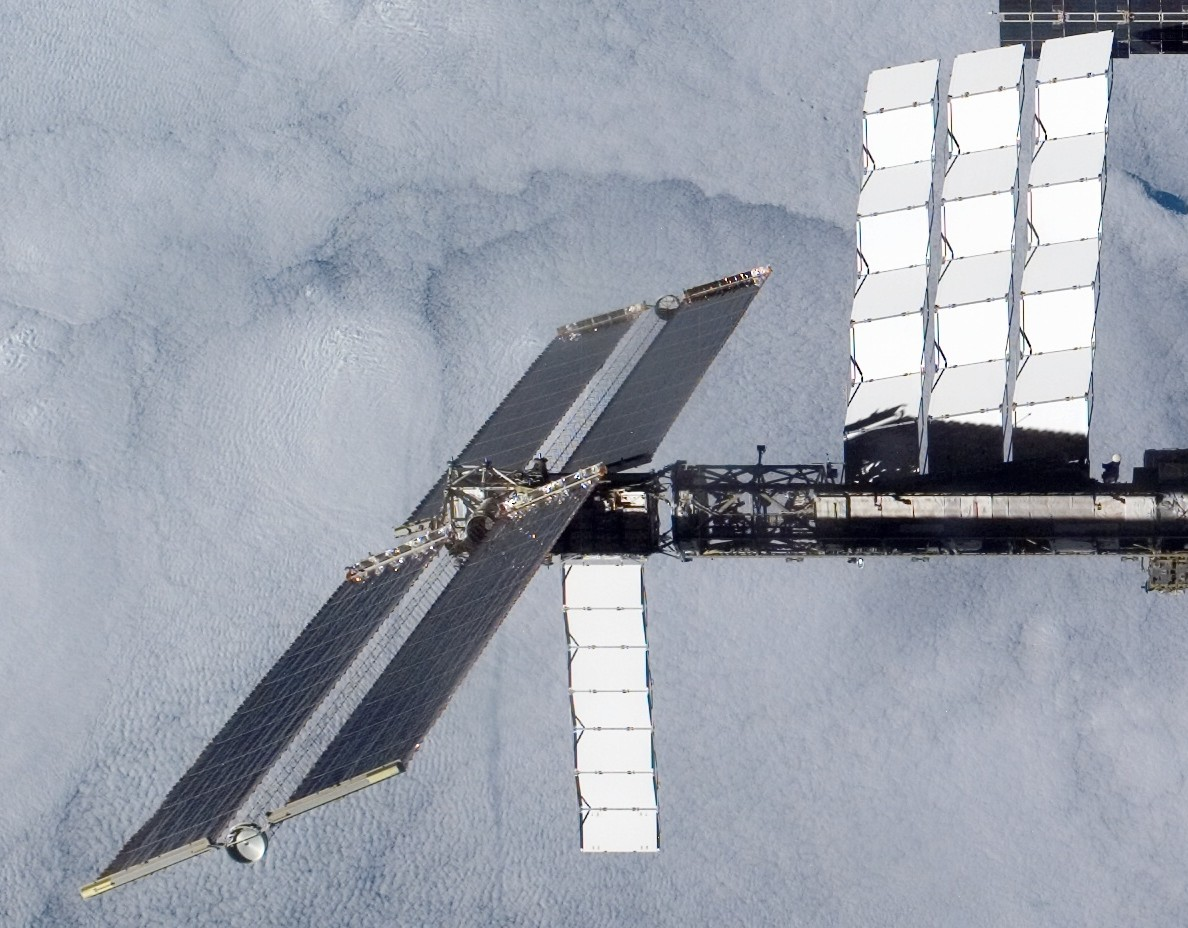
صفحه‌ها و رادیاتورها (صفحه‌های مربع سفید) در ایستگاه فضایی بین‌المللی بعد از STS-120

گرمای اضافی ایجاد شده در فضاپیما با استفاده از رادیاتور به فضا دفع می‌شود. رادیاتورها به اشکال مختلف وجود دارند، مانند پنل‌های ساختاری فضاپیما، رادیاتورهای دارای صفحه تخت که در کنار فضاپیما نصب می‌شوند و پنل‌هایی که پس از قرار گرفتن فضاپیما در مدار قرار می‌گیرند. وضعیت هر چه باشد، همه رادیاتورها گرما را با تابش مادون قرمز (IR) از سطوح خود دفع می‌کنند. قدرت تابش به میزان انتشار و دمای سطح بستگی دارد. رادیاتور باید هم گرمای تلف‌شده فضاپیما و هم هرگونه گرمای تابشی از محیط را دفع کند؛ بنابراین روی اکثر رادیاتورها روکش‌های سطحی با تابش IR پوشیده می‌شود تا دفع گرما را به حداکثر برسانند و جذب تابش خورشیدی کم را برای محدود کردن گرمای خورشید ایجاد کنند. اکثر رادیاتورهای فضاپیما گرمای الکترونیکی تولید شده داخلی در هر متر مربع که بین ۱۰۰ تا ۳۵۰ وات است، را رد می‌کنند.
رادیاتورهای ایستگاه فضایی بین‌المللی به‌صورت مجموعه‌ای از صفحه‌های مربع شکل سفید رنگ که به ساختار اصلی متصل شده‌اند به وضوح قابل مشاهده هستند.

### لوله‌های حرارتی
لوله‌های حرارتی از یک حلقه جریان مایع دو فاز بسته با یک اواپراتور و یک کندانسور برای انتقال مقادیر نسبتاً زیاد گرما از یک مکان به مکان دیگر بدون نیروی الکتریکی استفاده می‌کنند.

## آینده سیستم‌های کنترل حرارتی
- مواد کامپوزیت
- دفع حرارت از طریق رادیاتورهای غیرفعال پیشرفته
- دستگاه‌های خنک‌کننده اسپری (مانند رادیاتور قطرات مایع)
- عایق حرارتی سبک
- فن‌آوری‌های انتشار متغیر
- لایه‌های الماس
- پوشش‌های کنترل حرارتی پیشرفته
  - میکرو ورق
  - اسپری پیشرفته روی لایه‌های نازک
  - آینه‌های کوارتز نقره ای
  - لایه‌های مبتنی بر پلیمر متالایز پیشرفته

## محافظ خورشیدی

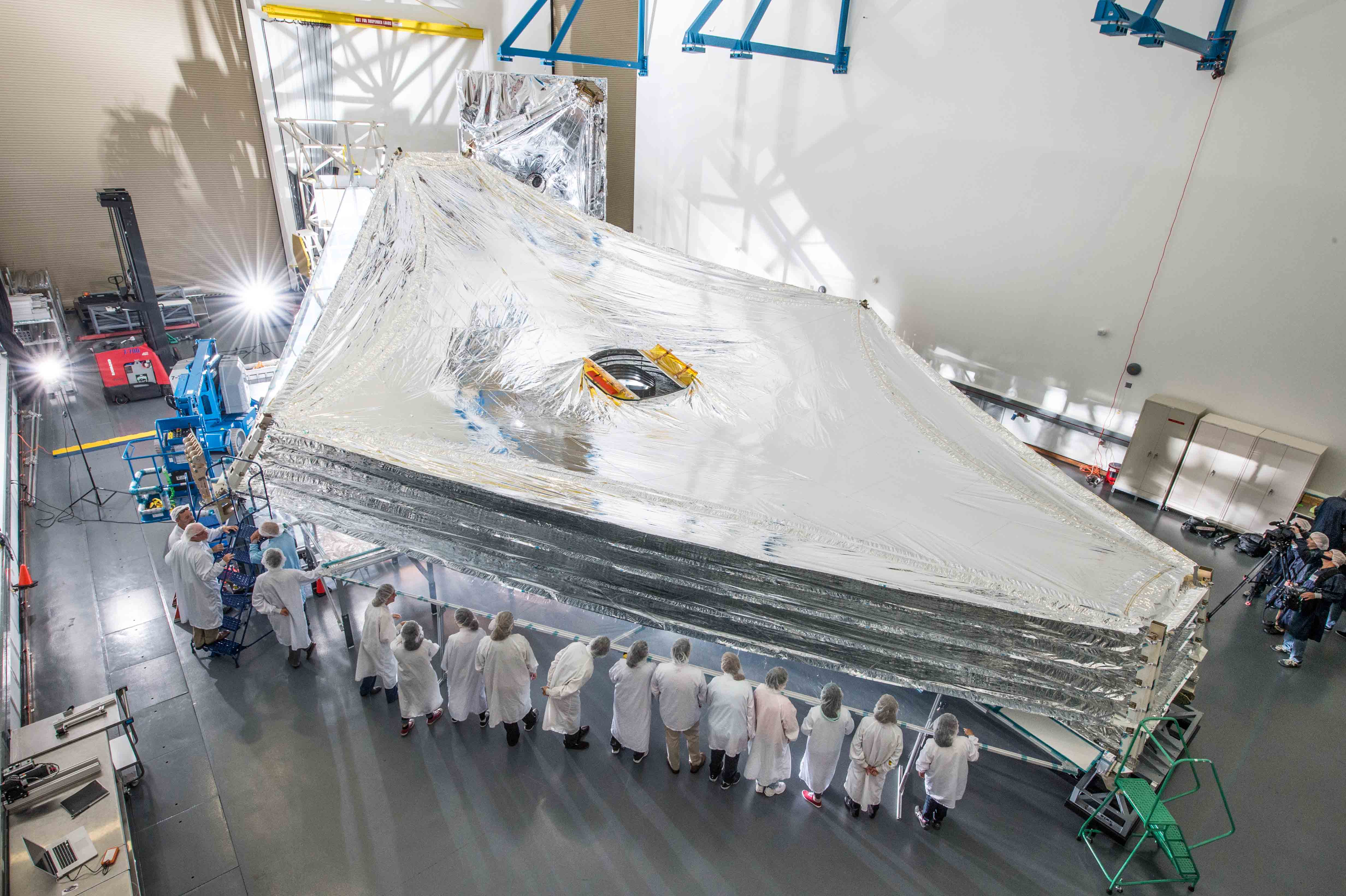
تست سایز کامل Sunshield برای تلسکوپ فضایی جیمز وب

در طراحی فضاپیما، محافظ خورشیدی گرمای ناشی از برخورد نور خورشید به فضاپیما را محدود می‌کند یا کاهش می‌دهد. نمونه‌ای از کاربرد محافظ حرارتی در رصدخانه فضایی مادون قرمز است. محافظ خورشیدی ISO به محافظت از کرایواستات در برابر نور خورشید کمک می‌کند و همچنین با پنل‌های خورشیدی پوشانده شده‌است.
نباید مفهوم سپر خورشیدی در مقیاس جهانی با مهندسی زمین (اتمسفر زمین) اشتباه گرفته شود، که اغلب به آن سایه‌بان فضایی یا «سپر خورشیدی» می‌گویند، در این مورد، از خود فضاپیما برای جلوگیری از نور خورشید در یک سیاره استفاده می‌شود، نه به عنوان بخشی از طراحی حرارتی فضاپیما.
نمونه‌ای از یک محافظ خورشیدی در طراحی فضاپیما، Sunshield (JWST) در تلسکوپ فضایی جیمز وب استفاده شده‌است.

## کتابشناسی - فهرست کتب
- گیلمور، دی جی، «راهنمای کنترل حرارتی ماهواره ای»، انتشارات شرکت هوافضا، ۱۹۹۴.
- کرم، R. D.، کنترل حرارتی ماهواره ای برای مهندسین سیستم، پیشرفت در فضانوردی و هوانوردی، AIAA، ۱۹۹۸.
- گیلمور، دی جی، کتابچه راهنمای کنترل حرارتی فضاپیما ویرایش دوم. انتشارات شرکت هوافضا، ۲۰۰۲.
- دی پارولیس، ام.ان. و دبلیو پینتر-کراینر. تکنیک‌های فعلی و آینده برای کنترل حرارتی فضاپیما 1. محرک‌های طراحی و فناوری‌های جاری. ۱ آگوست ۱۹۹۶. وب سایت: ۵ سپتامبر ۲۰۱۴.